# FS E430 sorozat

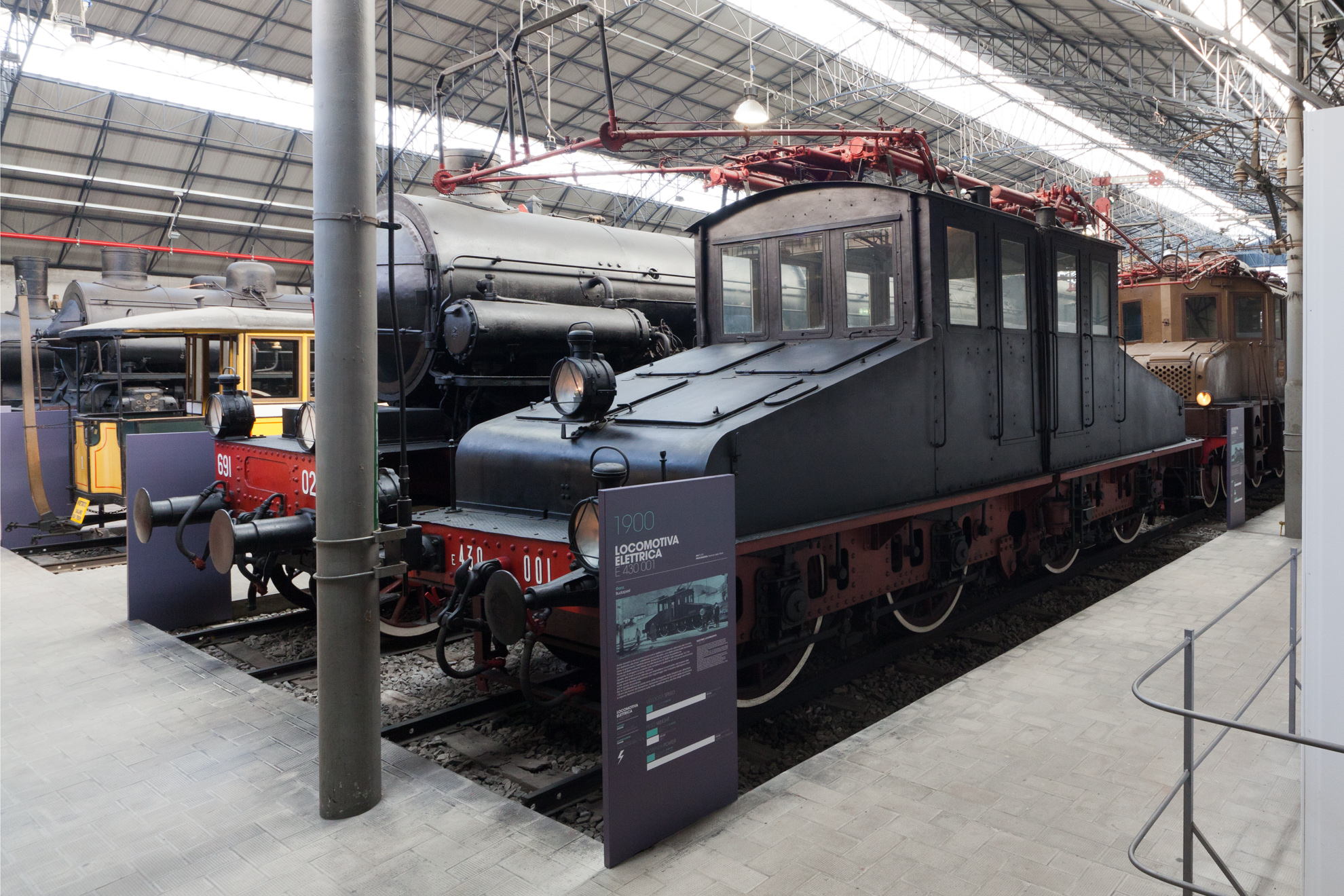
Az egyik mozdony kiállítva egy múzeumban (Museo nazionale scienza e tecnologia, Milánó)

A RA 341 és RA 342 (később FS E.430-as sorozat), két Kandó Kálmán tervei alapján a magyarországi Ganz gyárban gyártott háromfázisú váltóáramú villamosmozdony. Az Olasz Veltin vonalra készültek. Mindössze egy példány került megőrzésre, mely a Milánói Vasúti múzeumba került.

## Története
Az E.430 sorozat a világon az első példa a háromfázisú árammal hajtott villamosmozdonyra. A Rete Adriatica (Adriai Hálózat) számára készült, amely akkoriban a Ferrovia della Valtellina-t üzemeltette, a Ganz vállalatok építette az elektromos részt, a Magyar Királyi Állami Vas-, Acél- és Gépgyárak  (MÁVAG) pedig a mechanikai részt. Ezek voltak akkoriban a világ legfejlettebb gyárai a villamosvasút területén. A mozdonyok 34.1 és 34.2 számozásúak voltak az Adria Hálózat kezelésében. A Ferrovie dello Stato 1905-ben vásárolta meg őket, a számozás 0341-0342-re változott, 1914-ben pedig E.430.1 és E.430.2 számot kaptak.
Mivel a Valtellina-vonalak voltak az elsők Olaszországban, amelyek háromfázisú villamos energiát használtak a vonatok vontatásához, az E.430-ast kezdettől fogva használták. Az Adriatic Network a teljes villamosítási projektet a budapesti Ganz cégtől rendelte meg. A berendezéseket Kandó Kálmán, a háromfázisú vontatás egyik olaszországi úttörőjének felügyelete alatt építették. A villamosítási munkálatok 1897-ben kezdődtek egy kormánybizottság felállításával, amely különböző villamosítási rendszerekkel kísérletezett: egy akkumulátoros rendszerrel (Bologna - San Felice és Milánó - Monza vonalak), egy 650 V-os egyenárammal egy harmadik sínről (Milánó - Varese), végül a háromfázisú rendszerrel a Valtellina vonalon.
A Campovico vízerőmű által táplált, 3000-3300 voltos, 15-16,7 Hz frekvenciájú villamosvezetékek tesztjei 1902. július 26. és 1902. szeptember 4. között zajlottak, míg a Lecco - Colico - Chiavenna és a Colico - Sondrio vonalakon 1902. október 15-én kezdődtek meg hivatalosan a tesztek. A személyszállítási szolgáltatást egy 10 darab RA 32 sorozatú villamos motorkocsiból álló flottára bízták, míg a teherszállítást az RA 34 sorozatú 34.1 és 34.2 (később E.430 FS) két mozdonyára.
A Ganz és Mávag által 1901-ben épített, 440 kW teljesítményű és 300 tonna teherbírású villamos mozdonyok könnyedén felülmúlták az akkori gőzmozdonyokat. A villamos motorkocsik viszont elégtelennek bizonyultak a személyvonatok vontatására, és a későbbiekben motormentesítve RBz osztályú személykocsikká alakították át őket.
1928-tól a mozdonyokat eltávolították a Valtellina vonalról és áthelyezték a bolzanói és fortezzai állomásokra, ahol 1929-től tolatómozdonyként használták őket a Brenner-hágó felé haladó kocsisorok összeállítására.